# Athrips fagoniae
Athrips fagoniae is een vlinder uit de familie tastermotten (Gelechiidae). De wetenschappelijke naam is voor het eerst geldig gepubliceerd in 1904 door Walsingham.
De soort komt voor in Europa.